# Quidditas
Quidditas, lateinisch quidditās, auch quiditās  („Washeit“, eingedeutscht Quiddität oder Quidität) ist ein lateinischer Begriff, der aus der Fachsprache der mittelalterlichen Philosophie stammt. Er ist als abstrahierende Substantivierung von dem Interrogativpronomen quid? („was?“) abgeleitet.
Der Begriff entstand wahrscheinlich im Zusammenhang mit der Übersetzung philosophischer Werke aus dem Arabischen ins Lateinische, die im 12. Jahrhundert einsetzte. Die Quiddität, „Washeit“ oder Wesenheit eines Dinges ist das, was auf die Frage Was ist dieses Ding? geantwortet werden kann (quod quid est, „das, was ist“). Sie bezeichnet das Wesen (lateinisch essentia, Essenz) oder die Natur eines Dinges, insoweit es einer Art (species) oder Gattung angehört und die für diese Art oder Gattung charakteristischen spezifischen Eigenschaften aufweist. Nicht zur Quiddität gehören diejenigen Eigenschaften, die ein einzelnes Individuum oder Einzelding von allem anderen unterscheiden und dessen individuelle Besonderheit bedingen; die jeweilige Besonderheit der Einzeldinge wurde als haecceitas („Diesheit“) bezeichnet.
Der Begriff quidditas spielt besonders im Denken des Philosophen Johannes Duns Scotus eine wichtige Rolle. Aus quidditas wurde das Eigenschaftswort quidditativus („die Wesenheit betreffend“) abgeleitet.